# Robert R. Merhige Jr.
Robert Reynold Merhige Jr. (* 5. Februar 1919 in New York City; † 18. Februar 2005 in Richmond, Virginia) war ein US-amerikanischer Jurist und Bundesrichter.
Merhige schloss sein Jurastudium 1942 ab und diente im Zweiten Weltkrieg in der US-Luftwaffe. Nach dem Krieg war er als Strafverteidiger erfolgreich. Präsident Lyndon B. Johnson ernannte ihn 1967 zum Richter am Bundesbezirksgericht für den Osten Virginias.
In dieser Eigenschaft erklärte Merhige Anfang der 1970er-Jahre in mehreren Entscheidungen die Neueinteilung von Schulsprengeln zur Überwindung der Rassentrennung und den heftig umstrittenen Transport von Schülern per Bus (busing) an entferntere Schulen zum Zwecke der Integration für notwendig und verfassungsgemäß.
Der Richter erntete dafür Morddrohungen und musste zeitweise unter Polizeischutz gestellt werden. Gewalttätige Gegner seiner Entscheidungen erschossen Merhiges Hund und brannten einen Teil seines privaten Anwesens nieder. Nur eine seiner Integrationsentscheidungen wurde später vom Supreme Court aufgehoben, da es bei der Entscheidung zu einem Patt im Obersten Gericht der USA kam. (Einer der neun Richter nahm wegen Befangenheit nicht an der Abstimmung teil.)
Merhige blieb eine Symbolfigur in dem bis heute in den USA andauernden Streit über Rassenintegration. 1998 trat er als Bundesrichter in den Ruhestand und arbeitete bis zuletzt als Seniorpartner in einer Anwaltskanzlei. Er starb an den Folgen einer Herzoperation.